# Хитрово, Софрон Фёдорович

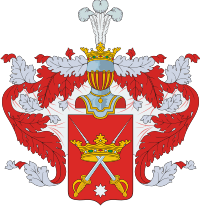
Герб дворянского рода Хитрово

Софрон Фёдорович Хитрово (Хитров) (около 1700—1756) — офицер российского императорского флота, мореплаватель, участник Второй Камчатской экспедиции в составе отряда Беринга — Чирикова, старший штурман пакетбота «Святой Пётр» под командованием В. И. Беринга, с 1749 года директор московской адмиралтейской конторы, контр-адмирал. Его именем названы залив, мысы и группа нунатаков.

## Биография
Софрон Фёдорович Хитрово — представитель дворянского рода Хитрово.
В 1719 году Софрон Фёдорович Хитрово поступил в Академию морской гвардии. С 1723 года проходил практику на судах Балтийского флота в звании штурманского ученика, а с 1726 года служил штурманом в Астрахани. По возвращении на Балтику командовал небольшими судами, совершая рейсы из Санкт-Петербурга в Кронштадт и Ревель.
19 (30) марта 1730 года Хитрово был произведён в подштурманы, а 21 мая (1 июня) 1730 года — в штурманы и назначен во Вторую камчатскую экспедицию. 21 мая (1 июня) 1731 года Софрон Фёдорович покинул Санкт-Петербург и выехал на Дальний Восток. В конце 1731 года прибыл в Якутск, а затем направился в Охотск, где был назначен в Охотское правление в звании штурмана 2 ранга. Принимал участие в подготовке экспедиции В. И. Беринга, доставлял грузы в Охотск и участвовал в строительстве речных судов.
В начале 1740 года находился в Якутске. Был затребован в Охотск, для сдачи экзамена на мастера флота (старший штурман). Осенью 1740 года Хитрово на дубель-шлюпке «Надежда» перешёл из Охотска на западный берег Камчатки в Большерецк, а оттуда на восточный берег Авачинской губы. Во время плавания вёл «Журнал морского путешествия от Охотска до Камчатки 1740 г.», который хранится в библиотеке Академии Наук. Во время зимовки в Петропавловской гавани выдержал экзамен и 12 (23) января 1741 года произведён в мастера флота. Вместе с Иваном Чихачевым вошёл в состав экспедиции Беринга, заменив заболевших и уволенных в отпуск офицеров.

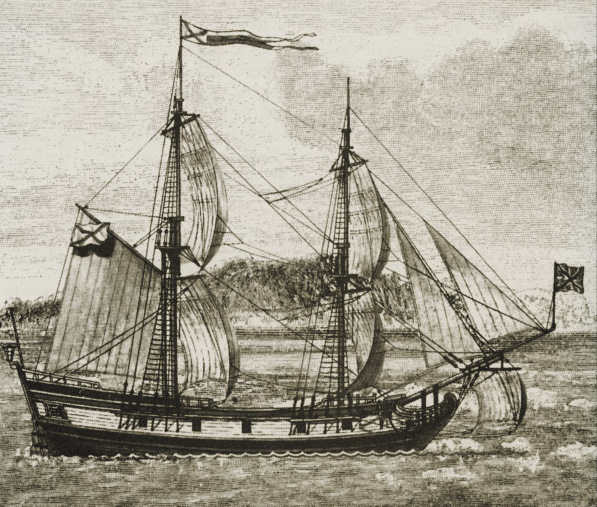
Пакетбот «Святой Пётр» на рисунке XIX века

В 1741 году на пакетботе «Святой Пётр» под командой В. И. Беринга старший штурман С. Ф. Хитрово плавал к северо-западным берегам Америки. 20 (31) июля 1741 года первым высадился на американский остров Святого Илии (Каяк) в поисках пресной воды и удобной якорной стоянки. Возвратившись на корабль, докладывал Берингу, что «нашел он на том острову юрту, состроенную из досок тесанных..., и привес с собою для показания деревянное лукошка, лопату, также и камень, на котором знатно, что обтирано бывало медь». На обратном пути высаживался на одном из Шумагинских островов. 3 декабря 1741 года был произведён в лейтенанты. В 1741—1742 годах зимовал на острове Беринга (остров назван по предложению С. Вакселя и С. Хитрово), как и многие члены экспедиции, болел цингой. 27 августа 1742 года вернулся на Камчатку на гукоре «Святой Пётр» (под командой С. Вакселя), выстроенном из частей разрушенного одноимённого пакетбота. Затем перешёл в Охотск и через Сибирь сухопутным путём прибыл в Петербург.
Во время экспедиции С. Хитрово сдружился со старшим офицером пакетбота «Святой Пётр» Свеном Вакселем, с которым вёл судовой журнал плавания «Святого Петра» к берегам Америки. В 1742—1744 годах вместе с другими штурманами экспедиции Иваном Елагиным, Харламом Юшиным и Свеном Вакселем, Софрон Хитрово под руководством А. И. Чирикова, составили карты с маршрутами плаваний «Святого Петра» и «Святого Павла». Впоследствии Хитрово, совместно с С. Вакселем, сочинил «Карту видимой земли американской и с островами вновь сысканными…». В 1892 году уникальная карта С. Хитрово, с рисунками алеутов и вулканов, была представлена на Географической выставке в Москве.
5 (16) марта 1746 года Хитрово вместе с А. И. Нагаевым был назначен «к поверке карт Камчатской экспедиции», в апреле того же года был определён командиром над придворными яхтами «Транспорт Анна», «Вирцоу», «Декроне» и «Елизабет», которые стояли у Зимнего дворца на Неве и совершали плавания в Петергоф. В 22 ноября (3 декабря) 1749 года поручик майорского ранга С. Хитрово был произведён в капитаны 2 ранга «за претерпение многих и неслыханных нужд» в период экспедиции, с выплатой жалования по новому чину с 15 (26) июля 1744 года и назначен Директором московской адмиралтейской конторы. В 1751 году был произведён в капитаны 1 ранга, 5 (16) июля 1753 года — пожалован в контр-адмиралы.
Скончался Софрон Фёдорович Хитрово в 1756 году.

## Память
Именем Софрона Фёдоровича Хитрово были названы:
- Мыс Хитрово (Толстый) — мыс на острове Беринга в Беринговом море, побережье Камчатки, Командорские о-ва. Назван в 1827 году Ф. П. Литке[13][14].
- Мыс в бухте Таухе (ныне бухта Черноручье, Лазовский район), материковое побережье. Описан в 1860 году экспедицией подполковника Корпуса флотских штурманов В. М. Бабкина с борта шхуны «Восток».
- Мыс у бухты Валентина в Японском море[13][14].
- Залив на Новой Земле (на карты наносится с искажением — «Хитрова»)[13][4][14].
- Группа нунатаков (отдельных пиков), расположенных между ледниками Беринга и Стеллера на северном побережье залива Аляска[4].

## Семья
- Жена — Татьяна Родионовна (урождённая Ратиславская) Хитрово (Шувалова). В браке с С. Ф. Хитрово детей не имела. С 1727 года вторым браком за комендантом крепости Выборг Иваном Максимовичем Шуваловым, отцом И. И. Шувалова — основателя Московского университета и Петербургской Академии художеств[15].